# Uranotaenia caeruleocephala
Uranotaenia caeruleocephala är en tvåvingeart som beskrevs av Theobald 1901. Uranotaenia caeruleocephala ingår i släktet Uranotaenia och familjen stickmyggor. Inga underarter finns listade i Catalogue of Life.